# Rogiera langlassei
Rogiera langlassei là một loài thực vật có hoa trong họ Thiến thảo. Loài này được (Standl.) Borhidi miêu tả khoa học đầu tiên năm 1982.